# Stanisław Szymacha
Stanisław Szymacha (ur. 4 października 1909 w Glewie, powiat miechowski, zm. 10 października 1944 w Glewie) – żołnierz Batalionów Chłopskich, komendant obwodu Miechów BCh.

## Życiorys
Syn Jana i Marianny z domu Firydus. W latach 1922–1930 był uczniem gimnazjum i liceum w Krakowie. Odbył potem służbę wojskową, służył w 74 Górnośląskim Pułku Piechoty w Cieszynie i tam też skończył szkołę podchorążych rezerwy. Z powodu choroby (gruźlica) w 1937 r. zwolniony z wojska.
W latach 20. zaangażował się w działalność Związku Młodzieży Wiejskiej RP „Wici”, zakładał koła w powiecie miechowskim. Po zwolnieniu z wojska został wybrany sekretarzem zarządu powiatowego ZMW RP „Wici” w Miechowie.
W konspiracji od 1939 r. Został komendantem "Chłostry". Od 1940 r. członek Stronnictwa Ludowego „Roch”. Organizator a następnie pierwszy komendant obwodu Miechów Batalionów Chłopskich. Organizował akcje dywersyjno-sabotażowe na terenie powiatu miechowskiego.
Zmarł z powodu gruźlicy 10 października 1944 r. Pochowany na cmentarzu w Igołomi.
Pośmiertnie awansowany do stopnia majora. Jego imię nosi szkoła podstawowa w Glewcu. Odznaczony Krzyżem Partyzanckim oraz Krzyżem Walecznych.